# Texcalyacac
Texcalyacac è un comune del Messico, situato nello stato di Messico.